# Chlorota flavicollis
Chlorota flavicollis är en skalbaggsart som beskrevs av Bates 1888. Chlorota flavicollis ingår i släktet Chlorota och familjen Rutelidae. Inga underarter finns listade i Catalogue of Life.